# ジョン・ステュアート＝ウォートリー＝マッケンジー (第2代ウォーンクリフ男爵)
第2代ウォーンクリフ男爵ジョン・ステュアート＝ウォートリー＝マッケンジー（英語: John Stuart-Wortley-Mackenzie, 2nd Baron Wharncliffe,FRS、1801年4月23日 - 1855年10月22日）は、イギリスの貴族。

## 生涯
ピール派の政治家である初代ウォーンクリフ男爵とその妻エリザベス・クライトン（Elizabeth Crichton、初代アーン伯爵の娘）との長男として生まれた。ハーロー校を経て、オックスフォード大学クライストチャーチ・カレッジに学んだ。
1823年から1830年にかけてボシニー選挙区選出の庶民院議員として議席を占めた。その後も1830年から翌年にかけてはパース・バラ選挙区、1841年から1845年までウェスト・ライディング選挙区から当選して議席を維持している。議会内では穏健保守のカニング派の一員として行動した。
第1次ウェリントン公爵内閣ではインド庁次官に任じられた。就任にあたっては父や友人に相談してまわったのち、「東インド会社の勅許状更新時に政府が口出ししないこと」や「インドにおける自由主義政策を変更しない」などの注文をつけている。第一次ピール内閣が発足すると陸軍・植民地事務次官のポストに内定したが、年明け早々の総選挙戦に惜敗したせいで実務を執ることはできなかった。そのため、穴埋め的に大蔵省の官職就任を打診されたが「給料目当ての役職欲しさにしか見えない」との理由から辞退している。その後、1845年に父の死去に伴ってウォーンクリフ男爵位を相続した。
1855年に自邸ウォートリー・ホールで肺の病のために死去した。爵位は長男エドワードが継承、彼がウォーンクリフ伯爵を授けられることとなる。

## 人物・評価
- 1829年に王立協会フェロー(FRS)に選ばれた[4][7]。
- 政治的には穏健な保守派として振る舞ったほか、農業分野に興味関心を抱いていたという[4]。
- 「（首相の）初代ウェリントン公爵と接する際も言い訳をしない」とピールから好評価されたが、彼自身はピールの下で働くのは非常に辛いと友人に愚痴をこぼしている[2]。
- ハリエット・アーバスノット女史（英語版）（ウェリントン公の親友）からは毛嫌いされており、その政治姿勢を「全く見事なカニング派(rank Canningites)」とこき下ろされている[2]。

## 家族
1825年12月12日にジョージアナ・ライダー（Georgiana Ryder、1804年4月23日 - 1884年8月22日、初代ハロビー伯爵の三女）と結婚して、3男2女をもうけた。ウォーンクリフは夫人に熱烈に恋していた(desperately in love)が、ジョージアナ夫人の方は少しも彼を好いていなかったという。
- （長男）エドワード・モンタギュー・ステュアート・グレンヴィル（1827年12月15日 - 1899年5月13日）- 初代ウォーンクリフ伯爵。
- （次男）フランシス・ダドリー（1829年7月23日 - 1893年10月21日）
- （三男）ジェームズ・フレデリック（1833年1月16日 - 1870年11月27日）
- （長女）メアリー・カロライン（1826年10月17日 - 1896年4月2日）
- （次女）シシリー・スーザン（1835年10月14日 - 1915年5月2日）

## 著作
- 『Abolition of the Vice-Royalty of Ireland』（1850年）